# Dyo
Dyo – miejscowość i gmina we Francji, w regionie Burgundia-Franche-Comté, w departamencie Saona i Loara.
Według danych na rok 1990 gminę zamieszkiwało 338 osób, a gęstość zaludnienia wynosiła 21 osób/km² (wśród 2044 gmin Burgundii Dyo plasuje się na 579. miejscu pod względem liczby ludności, natomiast pod względem powierzchni na miejscu 592.).